# Martin Bjørnbak
Martin Bjørnbak (Mo i Rana, 22 marzo 1992) è un calciatore norvegese, difensore del Molde.

## Caratteristiche tecniche
Bjørnbak è un difensore centrale, fisicamente prestante ma comunque veloce.

## Carriera

### Club
Bjørnbak ha cominciato la carriera con la maglia dello Stålkameratene, formazione militante nella 3. divisjon. È passato poi al Bodø/Glimt, club per cui ha debuttato nella 1. divisjon in data 25 aprile 2011, quando è stato schierato titolare nel pareggio per 1-1 contro l'HamKam. Il 31 luglio è arrivata la prima rete in squadra, nel successo per 3-0 sull'Asker.
Il 5 gennaio 2012 è stato reso noto il suo trasferimento all'Haugesund. Ha esordito nell'Eliteserien il 25 marzo, schierato titolare nella sconfitta per 2-1 contro il Vålerenga: nel corso del primo tempo della sfida, è stato espulso dall'arbitro Per Ivar Staberg.
Il 24 maggio 2015 ha realizzato la prima rete nella massima divisione norvegese, contribuendo al successo per 4-0 del suo Haugesund sullo Strømsgodset. È rimasto in squadra per quattro stagioni, totalizzando 72 presenze e 3 reti tra tutte le competizioni.
Il 24 novembre 2015, il Bodø/Glimt ha comunicato d'aver ingaggiato nuovamente il giocatore, che si è legato al club con un contratto triennale valido a partire dal 1º gennaio 2016. Al termine della 30ª ed ultima giornata di campionato, in virtù della sconfitta per 2-1 sul campo del Rosenborg e della contemporanea vittoria per 3-0 dello Stabæk sullo Start, il Bodø/Glimt è scivolato al 15º posto, retrocedendo così in 1. divisjon.
Al termine del campionato 2017, il Bodø/Glimt ha centrato la promozione in Eliteserien. In virtù delle prestazioni conseguite in quella stessa annata, Bjørnbak è stato candidato al titolo di miglior giocatore della stagione. Il riconoscimento è andato poi a Kristian Opseth.
Il 12 aprile 2018 ha rinnovato il contratto che lo legava al club per due stagioni.
Il 17 gennaio 2019, Bjørnbak ha firmato ufficialmente un contratto quadriennale con il Molde.

### Nazionale
Il 28 maggio 2012, Bjørnbak ha ricevuto la prima convocazione nella Norvegia under 21: il commissario tecnico Per Joar Hansen, infatti, lo ha scelto per sostituire l'infortunato Simen Wangberg, in vista delle sfide di qualificazione al campionato europeo Under-21 2013, che avrebbero opposto gli scandinavi ad Azerbaigian ed Islanda. Il 1º giugno, è stato titolare nella sfida contro gli azeri, vinta per 1-0.

## Statistiche

### Presenze e reti nei club
Statistiche aggiornate al 26 gennaio 2022.
| Stagione              | Club                  | Campionato            | Campionato | Campionato | Coppe nazionali | Coppe nazionali | Coppe nazionali | Coppe continentali | Coppe continentali | Coppe continentali | Supercoppe | Supercoppe | Supercoppe | Totale | Totale |
| Stagione              | Club                  | Comp                  | Pres       | Reti       | Comp            | Pres            | Reti            | Comp               | Pres               | Reti               | Comp       | Pres       | Reti       | Pres   | Reti   |
| --------------------- | --------------------- | --------------------- | ---------- | ---------- | --------------- | --------------- | --------------- | ------------------ | ------------------ | ------------------ | ---------- | ---------- | ---------- | ------ | ------ |
| 2008                  | Stålkameratene        | 3D                    | ?          | ?          | CN              | ?               | ?               | -                  | -                  | -                  | -          | -          | -          | ?      | ?      |
| 2009                  | Stålkameratene        | 3D                    | ?          | ?          | CN              | ?               | ?               | -                  | -                  | -                  | -          | -          | -          | ?      | ?      |
| 2010                  | Stålkameratene        | 3D                    | ?          | ?          | CN              | ?               | ?               | -                  | -                  | -                  | -          | -          | -          | ?      | ?      |
| Totale Stålkameratene | Totale Stålkameratene | Totale Stålkameratene | ?          | ?          |                 | ?               | ?               |                    | -                  | -                  |            | -          | -          | ?      | ?      |
| 2011                  | Bodø/Glimt            | 1D                    | 23         | 1          | CN              | 3               | 0               | -                  | -                  | -                  | -          | -          | -          | 26     | 1      |
| 2012                  | Haugesund             | ES                    | 17         | 0          | CN              | 5               | 1               | -                  | -                  | -                  | -          | -          | -          | 22     | 1      |
| 2013                  | Haugesund             | ES                    | 9          | 0          | CN              | 4               | 0               | -                  | -                  | -                  | -          | -          | -          | 13     | 0      |
| 2014                  | Haugesund             | ES                    | 12         | 0          | CN              | 3               | 1               | UEL                | 2                  | 0                  | -          | -          | -          | 17     | 1      |
| 2015                  | Haugesund             | ES                    | 18         | 1          | CN              | 2               | 0               | -                  | -                  | -                  | -          | -          | -          | 20     | 1      |
| Totale Haugesund      | Totale Haugesund      | Totale Haugesund      | 56         | 1          |                 | 14              | 2               |                    | 2                  | 0                  |            | -          | -          | 72     | 3      |
| 2016                  | Bodø/Glimt            | ES                    | 30         | 2          | CN              | 5               | 0               | -                  | -                  | -                  | -          | -          | -          | 35     | 2      |
| 2017                  | Bodø/Glimt            | 1D                    | 28         | 4          | CN              | 1               | 0               | -                  | -                  | -                  | -          | -          | -          | 29     | 4      |
| 2018                  | Bodø/Glimt            | ES                    | 29         | 4          | CN              | 5               | 2               | -                  | -                  | -                  | -          | -          | -          | 34     | 6      |
| Totale Bodø/Glimt     | Totale Bodø/Glimt     | Totale Bodø/Glimt     | 110        | 11         |                 | 14              | 2               |                    | -                  | -                  |            | -          | -          | 124    | 13     |
| 2019                  | Molde                 | ES                    | 26         | 0          | CN              | 0               | 0               | UEL                | 5                  | 0                  | -          | -          | -          | 31     | 0      |
| 2020                  | Molde                 | ES                    | 20         | 0          |                 |                 |                 | UCL+UEL            | 0+5                | 0+0                | -          | -          | -          | 25     | 0      |
| 2021                  | Molde                 | ES                    | 27         | 3          | CN              | 2               | 1               | UECL               | 3                  | 0                  | -          | -          | -          | 32     | 4      |
| Totale Molde          | Totale Molde          | Totale Molde          | 73         | 3          |                 | 2               | 1               |                    | 13                 | 0                  |            | -          | -          | 88     | 4      |
| Totale                | Totale                | Totale                | 239+       | 15+        |                 | 30+             | 5+              |                    | 15                 | 0                  |            | -          | -          | 284+   | 20+    |

## Palmarès

### Club

#### Competizioni nazionali
- Campionato norvegese: 1

Molde: 2019
- Coppa di Norvegia: 2

Molde: 2021-2022, 2023